# Heinrich Kiepert

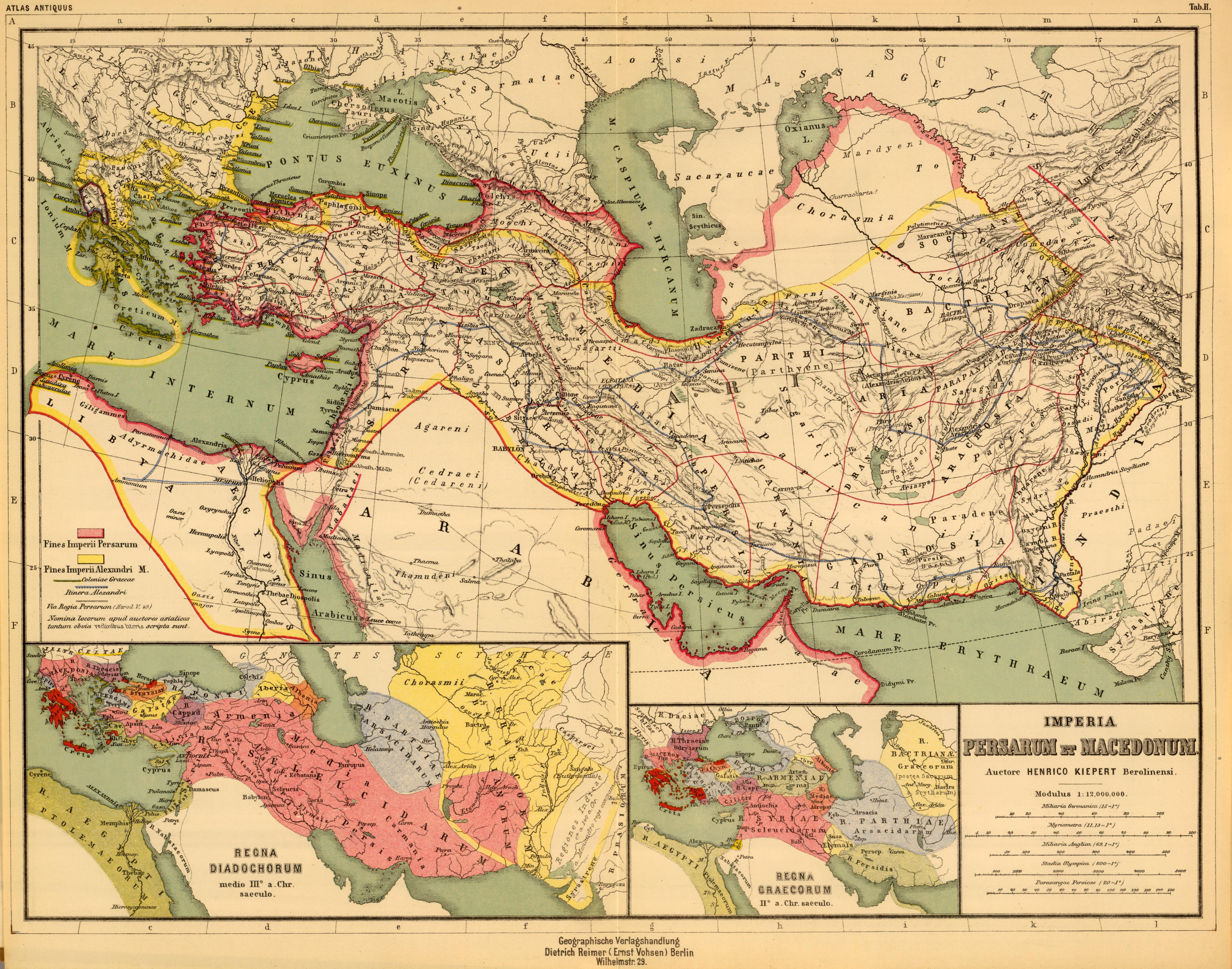
Heinrich Kiepert: Imperia Persarum et Macedonum, 1903

Johann Heinrich Samuel Kiepert (ur. 31 lipca 1818 w Berlinie, zm. 21 kwietnia 1899 tamże) – niemiecki geograf i kartograf.

## Życiorys
Od 1836 studiował na uniwersytecie w Berlinie języki starożytne (u Augusta Boeckha) i geografię m.in. u Carla Rittera. We współpracy z Karlem Ritterem wydał swój pierwszy atlas: Topographisch-historischer Atlas von Hellas und den hellenistischen Kolonien, który przyniósł mu uznanie w dziedzinie kartografii historycznej. W latach 1841–1842 Kiepert odbył pierwszą podroż do Azji Mniejszej, a po powrocie w 1844 wydał Karte von Kleinasien und Türkisch Armenien oraz pamiętnik dokumentujący powstanie tego atlasu (1854). W 1854 został dyrektorem ds. kartografii w Bertuchsches Institut w Weimarze.
W 1852 objął funkcję kierownika ds. kartografii w wydawnictwie Dietrich Reimer w Berlinie. W 1853 został przyjęty do Pruskiej Akademii Nauk. Od 1854 był profesorem geografii na uniwersytecie w Berlinie. Po śmierci Rittera w 1859 brany pod uwagę jako jeden z jego następców (obok Heinricha Bartha i Ferdinanda Müllera), otrzymał tytuł profesora nadzwyczajnego w dziedzinie geografii. W 1865 objął stanowisko kierownika wydziału topografii w Urzędzie Statystycznym, co znacznie ograniczyło jego dalszą pracę kartograficzną. W 1869 przyjął zlecenie sprawdzenia map przygotowywanych do pracy Napoleona III o kampaniach Cezara. W związku z tym zleceniem Kiepert został zaproszony na otwarcie Kanału Sueskiego w listopadzie 1869, jednak z przyczyn finansowych udał się tam pół roku później. Następnie Kiepert pojechał dalej do Palestyny, na tereny obecnej Transjordanii aż do niezbadanych obszarów Karii, gdzie musiał przerwać podroż z powodu wojny z Francją w 1871. W 1875 objął profesurę geografii na uniwersytecie w Berlinie. Do Azji Mniejszej powracał jeszcze dwukrotnie (w 1886 i w 1888).
Kiepert opracował m.in. jedne z pierwszych szczegółowych map etnicznych Niemiec, Austro-Węgier i Półwyspu Bałkańskiego. Pisał również podręczniki do geografii.

## Wybrane dzieła
- Topographisch-historischer Atlas von Hellas und den hellenistischen Kolonien (1841–46, suplement 1851, 1871)[1]
- Palästina (1843)[2]
- Karte von Kleinasien und Türkisch Armenien (1844)[1]
- Bibelatlas (1846)[2]
- Neuer Handatlas über alle Teile der Erde (1855)[2]
- Historisch-geographischer Atlas der Alten Welt: zum Schulgebrauch bearbeitet und mit erläuternden Bemerkungen begleitet.... (1848)
- Memoir über die construction der karte von Kleinasien und türkisch Armenien: in 6 blatt (1854)
- Atlas antiquus (1861)[1]
- Großer Handatlas
- Formae orbis antiqui
- Lehrbuch der Alten Geographie (1878)[1]
- Leitfaden der alten Geographie